# Zar (Armenia)
Zar (in armeno Զառ?) è un comune dell'Armenia di 1 365 abitanti (2008) della provincia di Kotayk'.